# Megalobrama pellegrini
Megalobrama pellegrini är en fiskart som först beskrevs av Tchang, 1930.  Megalobrama pellegrini ingår i släktet Megalobrama och familjen karpfiskar. Inga underarter finns listade i Catalogue of Life.